# Більно (Радзейовський повіт)
Більно (пол. Bilno) — село в Польщі, у гміні Осенцини Радзейовського повіту Куявсько-Поморського воєводства.
Населення — 165 осіб (2011).
У 1975-1998 роках село належало до Влоцлавського воєводства.

## Демографія
Демографічна структура станом на 31 березня 2011 року:
|          | Загалом | Допрацездатний вік | Працездатний вік | Постпрацездатний вік |
| -------- | ------- | ------------------ | ---------------- | -------------------- |
| Чоловіки | 84      | 20                 | 50               | 14                   |
| Жінки    | 81      | 18                 | 45               | 18                   |
| Разом    | 165     | 38                 | 95               | 32                   |